# Трауписы
Трауписы (лат. Thraupis) — род птиц из семейства танагровых (Thraupidae), распространены от Мексики до Аргентины.
Любят открытые местности такие как плантации и открытые леса, некоторые распространены в горах. Питаются в основном фруктами и семенами деревьев, иногда нектаром и насекомыми.
Строят чашеобразные гнёзда, хорошо спрятанные в кустарниках и деревьях. Самка одна высиживает яйца. 
Эти танагры имеют писклявый голос; песни состоят из 5-10 повторов.

## Виды
В состав рода включают семь видов:
| Изображение | Научное название     | Русское название                        | Распространение                                                |
| ----------- | -------------------- | --------------------------------------- | -------------------------------------------------------------- |
|             | Thraupis episcopus   | Синий траупис                           | от Мексики до северо-востока Боливии и севера Бразилии         |
|             | Thraupis sayaca      | Синекрылый траупис                      | Бразилия, Боливия, Парагвай, Уругвай и северо-восток Аргентины |
|             | Thraupis glaucocolpa |                                         | Колумбия и Венесуэла                                           |
|             | Thraupis cyanoptera  | Синеплечий траупис                      | Бразилия                                                       |
|             | Thraupis abbas       | Желтокрылый траупис                     | от Мексики до Никарагуа и Гондураса                            |
|             | Thraupis ornata      | Украшенный траупис                      | Бразилия                                                       |
|             | Thraupis palmarum    | Пальмовый траупис или Пальмовая танагра | от Никарагуа до Боливии, Парагвая и юга Бразилии               |